# ヘレナ＝ウェストヘレナ (アーカンソー州)
ヘレナ＝ウェストヘレナ（英: Helena-West Helena）は、アメリカ合衆国アーカンソー州の都市。フィリップス郡の郡庁所在地かつ人口最大の都市である。人口は9,519人（2020年）。2006年1月1日にヘレナ市とウェストヘレナ市が合併して誕生した。

## 地理

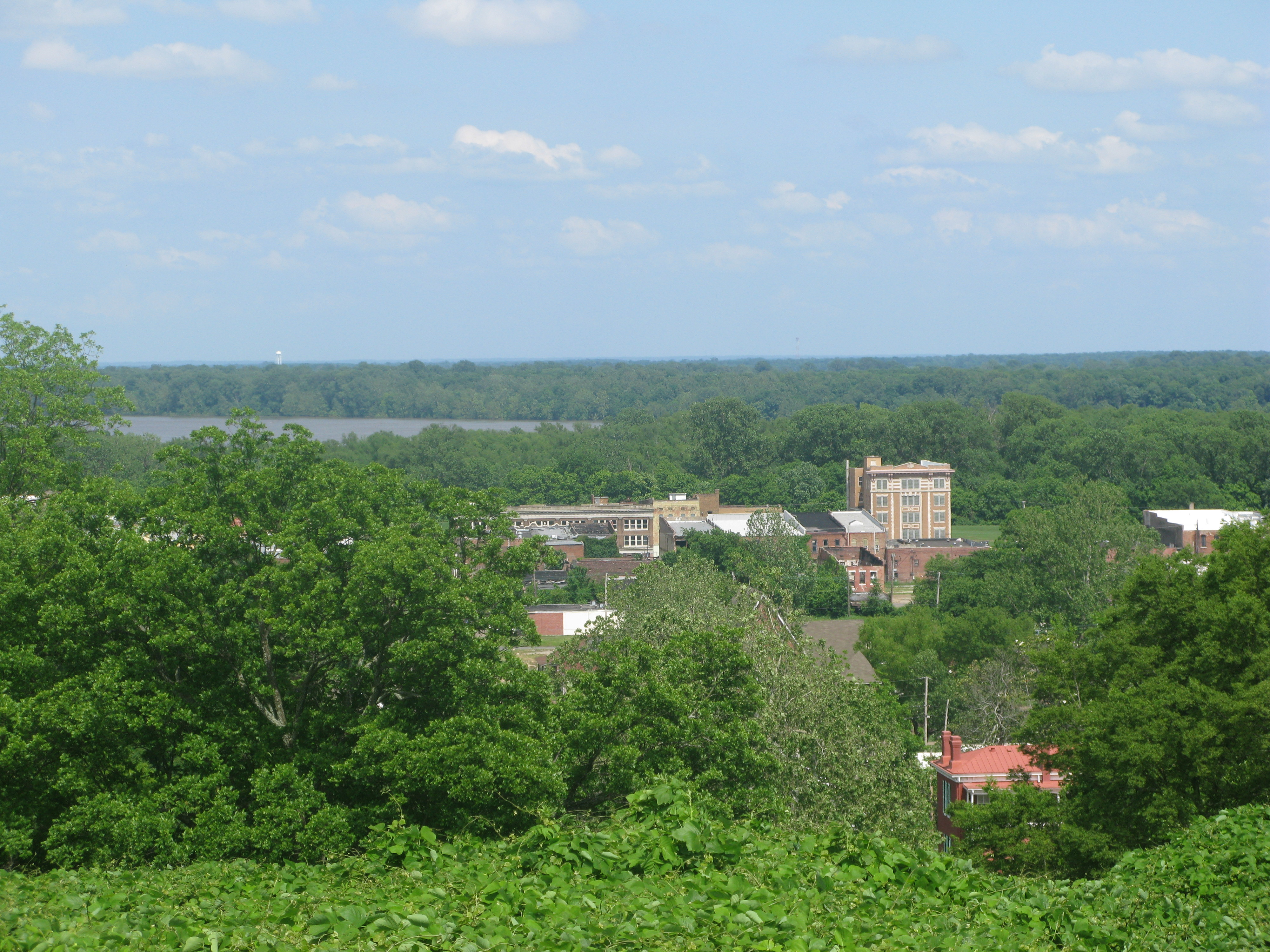
ヘレナ＝ウェストヘレナ中心街の上、砲台C公園から見下ろす眺め、砲台Cはヘレナの戦いで南軍が陣地にした

ウェストヘレナはほとんど平坦なアーカンソー・デルタの中では異例な地形であるクロウリー山地の西側に位置している。ヘレナはミシシッピ川とクロウリー山地の東側に挟まれている。アーカンソー州のミシシッピ川に架かる4橋の1つ、ヘレナ橋はアメリカ国道49号線を渡している。

## 歴史

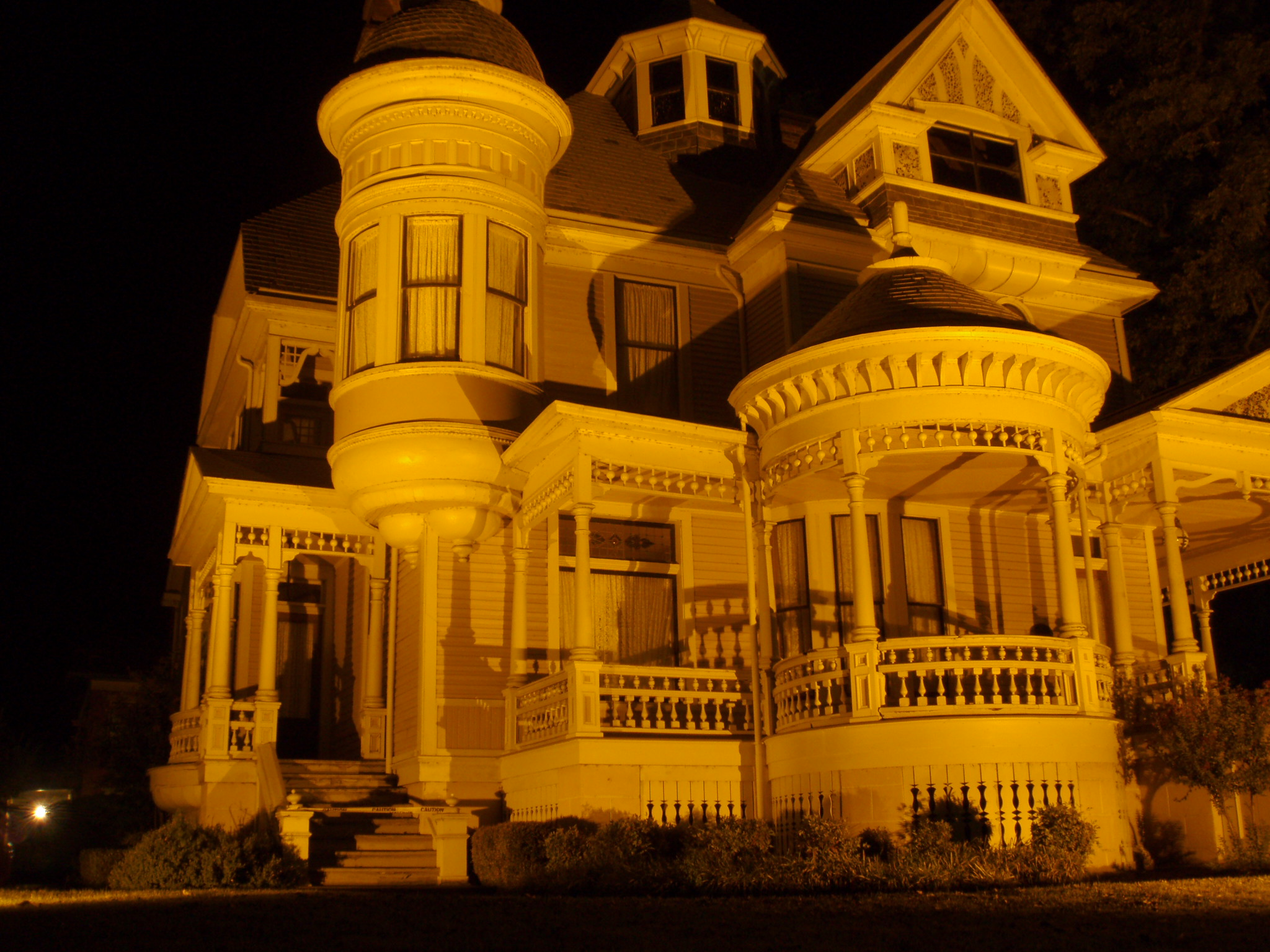
ピロー＝トンプソン邸、アン女王様式建築の一例

ヘレナ＝ウェストヘレナの歴史は、1833年にミシシッピ川の港町としてヘレナが設立されたときに始まる。クロウリー山地に高台があることで、洪水に対していくらか保護されている。この地形はミシシッピ川下流の右岸（西岸）では稀なものである。南北戦争のとき、北軍がヘレナを占領し、1863年にヘレナの戦いが起こった。1863年7月4日早朝、ミシシッピ川沿いの戦略的に重要な町、ミシシッピ州ヴィックスバーグが北軍に包囲されたのを南軍が解放するために、ヘレナから北軍を追い出そうとした。しかしこの日の朝に、ヴィックスバーグの南軍は北軍のユリシーズ・グラント将軍に降伏の手配を整えていた。戦場跡の多くがそのまま残されており、幾人かの歴史家はヘレナがこれら歴史的地域を開発し保護する特異な位置にあるということで合意している。
1940年代と1950年代には繁栄するブルースの町に成長した。1970年代に横浜ゴムの子会社でもあるモホーク・ラバー・カンパニーが閉鎖されるまでは成長を続けていた。その後直ぐに失業率が急上昇した。
統合以前のヘレナ市は面積 23.1 km²の中に6,323人がいた。隣接するウェストヘレナは11.5 km²の中に8,689人がいた。合併の提案は既に2002年に始まり、2005年3月の住民投票で両市ともに合併に合意した。周辺の郡は、アーカンソー州75郡の中でも貧しい地域にある。統合賛成派は、2つの市を合わせれば経済全体と生活水準を改善するプロジェクトで競合する周辺地域に対して、取引する力を強化できると述べていた。合同した市政委員会の中で、最初の仕事は新しい警察署長を雇用することだった。

## 人口動態
2000年国勢調査の時点で、ヘレナ＝ウェストヘレナ両市を合せた人口は15,012人だったが、12,282人（2010年）、9,519人（2020年）と急速に減少している。貧困率は高い水準にある。
| 基礎データ - 人口: 15,012人 - 世帯数: 5,516 世帯 - 家族数: 3,765 家族 | 人種別人口構成 - 白人: 31.85% - アフリカン・アメリカン: 66.63% - ネイティブ・アメリカン: 0.19% - アジア人: 0.47% - 太平洋諸島系: 0.01% - その他の人種: 0.27% - 混血: 0.58% - ヒスパニック・ラテン系: 0.89% | 収入と家計 - 収入の中央値 - 世帯: 19,896米ドル - 家族: 23,274米ドル - 性別 - 男性: 25,087米ドル - 女性: 17,238米ドル - 人口1人あたり収入: 12,131米ドル |

### ヘレナ
以下は2000年の国勢調査による人口統計データである。
| 基礎データ - 人口: 6,323人 - 世帯数: 2,312 世帯 - 家族数: 1,542 家族 - 人口密度: 274.3人/km2（710.7人/mi2） - 住居数: 2,710軒 - 住居密度: 117.6軒/km2（304.6軒/mi2） 人種別人口構成 - 白人: 30.59% - アフリカン・アメリカン: 67.93% - ネイティブ・アメリカン: 0.13% - アジア人: 0.60% - その他の人種: 0.17% - 混血: 0.59% - ヒスパニック・ラテン系: 0.73% | 年齢別人口構成 - 18歳未満: 32.5% - 18-24歳: 10.0% - 25-44歳: 22.1% - 45-64歳: 20.0% - 65歳以上: 15.5% - 年齢の中央値: 32歳 - 性比（女性100人あたり男性の人口） - 総人口: 83.3 - 18歳以上: 75.5 世帯と家族（対世帯数） - 18歳未満の子供がいる: 32.7% - 結婚・同居している夫婦: 33.8% - 未婚・離婚・死別女性が世帯主: 28.5% - 非家族世帯: 33.3% - 単身世帯: 30.0% - 65歳以上の老人1人暮らし: 13.4% - 平均構成人数 - 世帯: 2.62人 - 家族: 3.28人 | 収入と家計 - 収入の中央値 - 世帯: 18,662米ドル - 家族: 21,534米ドル - 性別 - 男性: 27,203米ドル - 女性: 17,250米ドル - 人口1人あたり収入: 13,028米ドル - 貧困線以下 - 対人口: 41.4% - 対家族数: 38.4% - 18歳未満: 54.9% - 65歳以上: 24.1% |

### ウェストヘレナ
以下は2000年の国勢調査による人口統計データである。
| 基礎データ - 人口: 8,689人 - 世帯数: 3,204 世帯 - 家族数: 2,223 家族 - 人口密度: 755.6人/km2（1,956.6人/mi2） - 住居数: 3,518軒 - 住居密度: 305.9軒/km2（792.2軒/mi2） 人種別人口構成 - 白人: 32.77% - アフリカン・アメリカン: 65.69% - ネイティブ・アメリカン: 0.23% - アジア人: 0.38% - 太平洋諸島系: 0.02% - その他の人種: 0.33% - 混血: 0.58% - ヒスパニック・ラテン系: 1.01% | 年齢別人口構成 - 18歳未満: 34.1% - 18-24歳: 10.1% - 25-44歳: 23.9% - 45-64歳: 19.6% - 65歳以上: 12.3% - 年齢の中央値: 30歳 - 性比（女性100人あたり男性の人口） - 総人口: 80.7 - 18歳以上: 71.5 世帯と家族（対世帯数） - 18歳未満の子供がいる: 36.0% - 結婚・同居している夫婦: 36.8% - 未婚・離婚・死別女性が世帯主: 29.2% - 非家族世帯: 30.6% - 単身世帯: 27.6% - 65歳以上の老人1人暮らし: 11.5% - 平均構成人数 - 世帯: 2.71人 - 家族: 3.32人 | 収入と家計 - 収入の中央値 - 世帯: 21,130米ドル - 家族: 25,014米ドル - 性別 - 男性: 22,971米ドル - 女性: 17,225米ドル - 人口1人あたり収入: 11,234米ドル - 貧困線以下 - 対人口: 35.4% - 対家族数: 30.9% - 18歳未満: 49.5% - 65歳以上: 27.2% |

## 経済

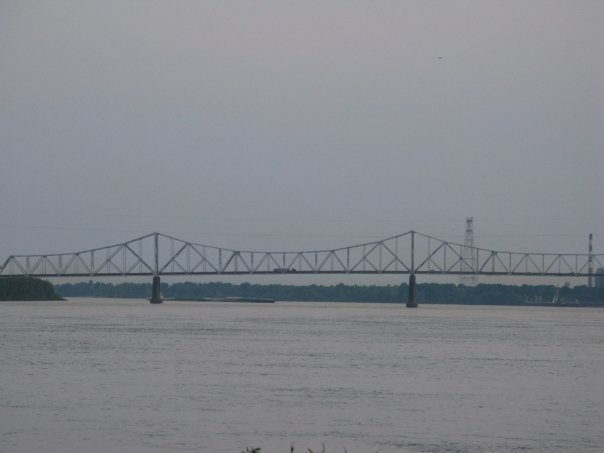
アメリカ国道49号線橋、ヘレナ＝ウェストヘレナとミシシッピ州ルラを繋いでいる

世帯あたり収入の中央値は19,896ドルであり、国内でも最貧クラスの都市である。「アーカンソー・デモクラット・ガゼット」の2006年7月12日版では、2つの市が合併して前向きな可能性は、ラスベガスを本拠とするEフューエルズがエタノール燃料精製所を建設することである。市の統合がその決定に影響したかは不明である。このプロジェクトが結実すれば、ミシシッピ川のこの地域への交通量がかなり増大し、併せて雇用機会の増加も予想される。
さらに最近の開発で市の地域埋め立て地を再開し、それから経済的利益を得られる可能性がある。この施設は、「ザ・デイリー・ワールド』紙の記事に拠れば、2007年に再開した。
ヘレナ＝ウェストヘレナの経済の主流は農業であり、特に綿花栽培である。ミシシッピ川の市の港を使った艀輸送も大きな要素であり、また小売業や観光業が盛んである。

## 音楽史

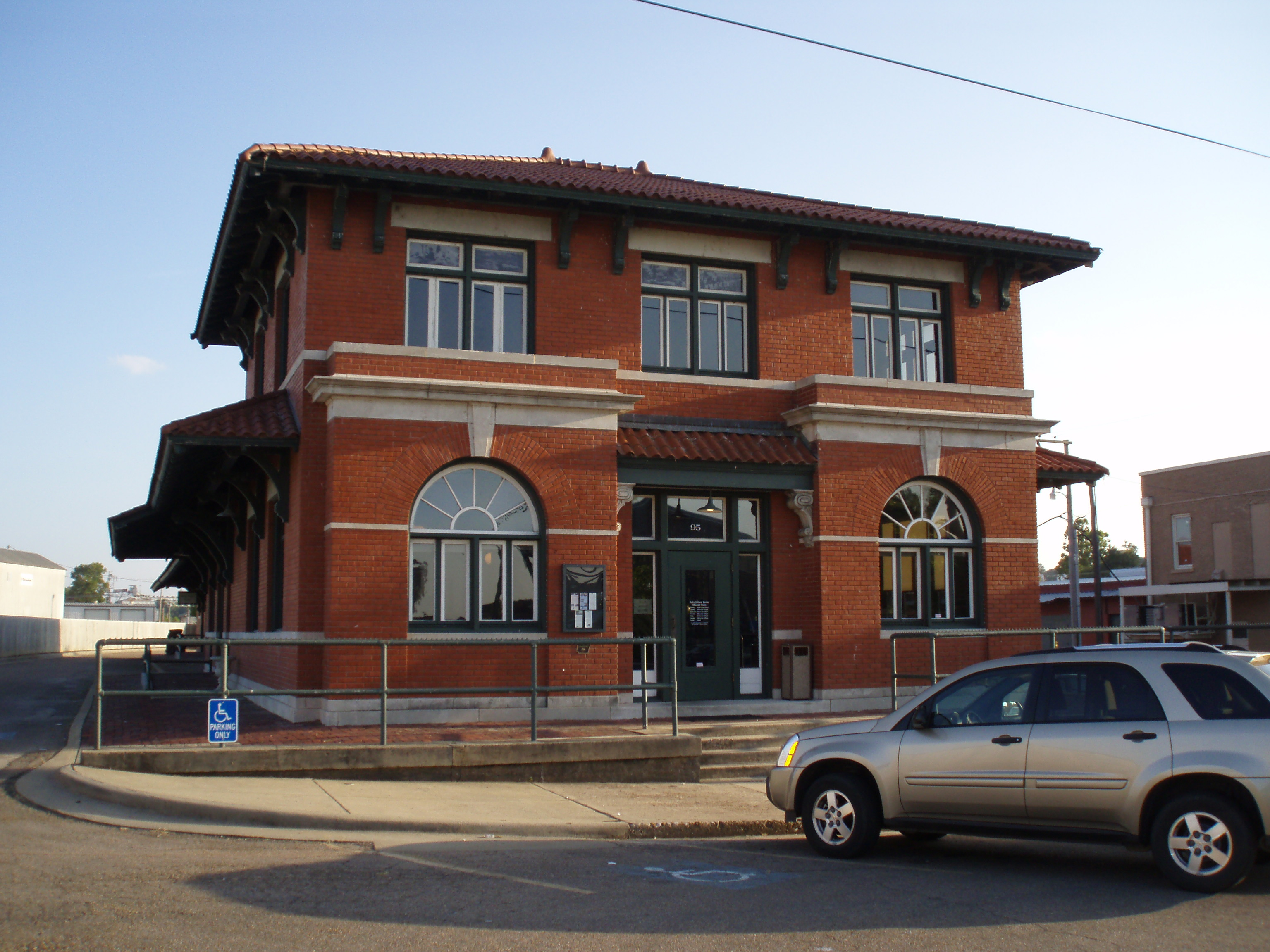
中心街にあるデルタ文化会館

1940年代と1950年代には、シカゴと同様に、アーカンソー州田園部とミシシッピ・デルタから黒人達が町に移ってきたので、リトル・シカゴと言われたこともあった。彼らはヘレナで職を得られるからヘレナに惹き付けられた。当時のヘレナ人口の70%が黒人であり、サニーランド・スリム、メンフィス・スリム、ルーズヴェルト・サイクスのようなブルースのピアニストを含めた音楽バンドができていた。
1941年、一人の白人事業家が町で初めてのラジオ局にスタッフを集めた。ブルース・ミュージシャンのグループが、スポンサーであるキング・ビスケット・フラワーが合意する契約に調印する、という条件で1時間の番組枠を与えられた。これがキング・ビスケット・エンタテナーズの誕生となり、「キング・ビスケット・タイム」が始まり、後には人気あるキング・ビスケット・ブルース・フェスティバルに繋がり、それが2005年にはアーカンソー・ブルース・アンド・ヘリテージ・フェスティバルに改名され、世界でも最大級のブルース祭りになった。この祭りはヘレナの中心街チェリー通りで開催されている。

## 教育

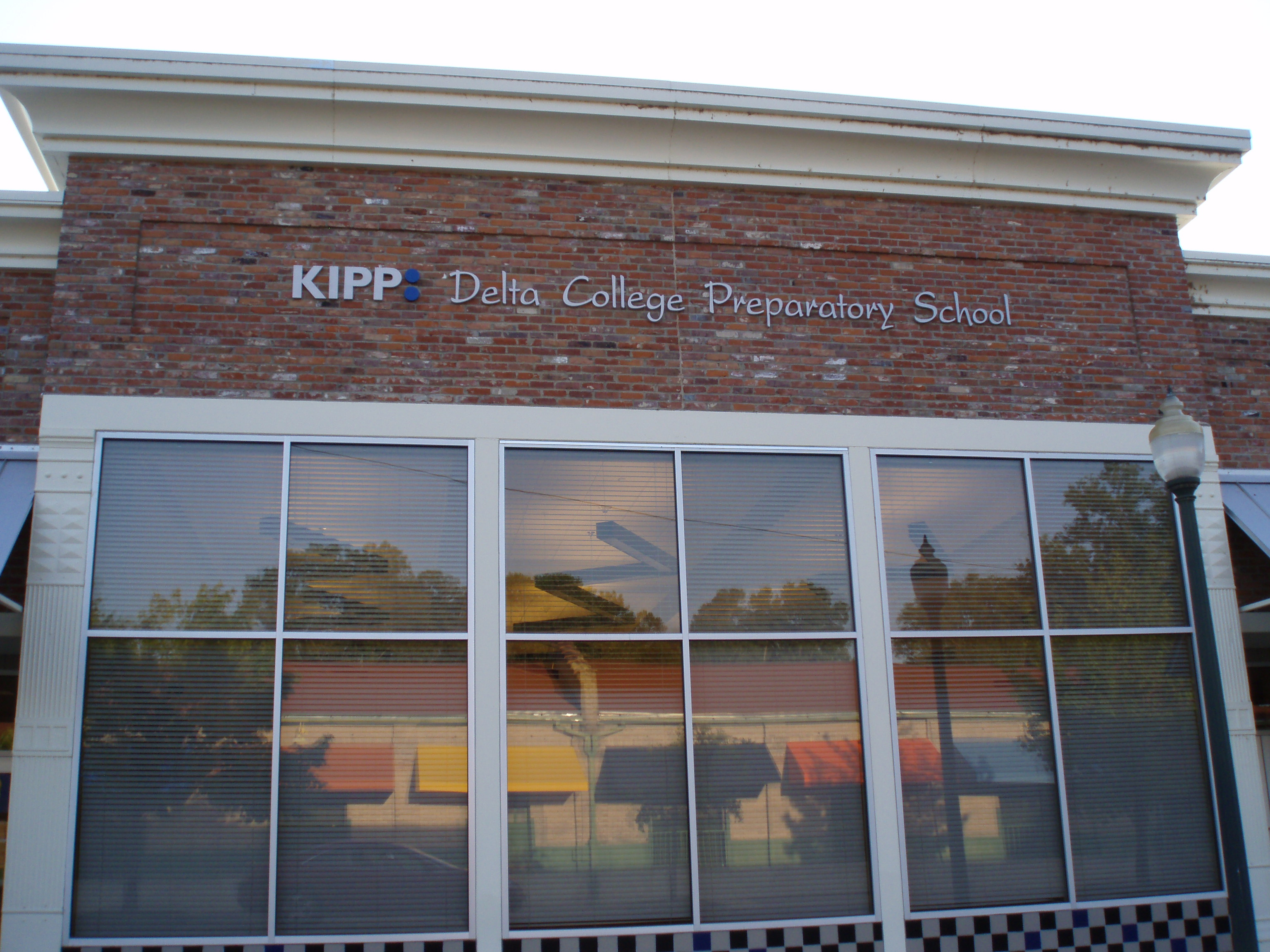
KIPPデルタ・カレッジ予備学校、ヘレナ中心街にある

### 高等教育機関
- アーカンソー大学のフィリップス・コミュニティ・カレッジ

### 私立学校
- デソト学校（幼稚園から12年生）

### 公立学校
ヘレナ＝ウェストヘレナ教育学区が市内の公立学校を運営している。
- セントラル高校 - 9年生から12年生、ウェストヘレナにある
- エリザ・ミラー・ジュニア高校 - 7年生と8年生、アメリカ国道49号線と同49号線産業道路の西部交差点にある
- ビーチクレスト小学校 - 1年生から6年生、ウェストヘレナにある
- J・F・ワール小学校 - 1年生から6年生、ヘレナにある
- ウェストサイド小学校 - 1年生から6年生、ウェストヘレナにある
- ウッドラフ幼稚園 - 幼稚園、ウェストヘレナにある
- スターズ・アカデミー - オルターナティブ学校、ヘレナにある

KIPPデルタ公立学区は、ヘレナ＝ウェストヘレナで独立、公開入学のチャータースクール地区を運営しており、500人以上の生徒を無料で教えている。ヘレナ＝ウェストヘレナ、エレーヌ、マーベル、マリアナの各市の幼稚園生から12年生が対象である。
- KIPP小学読み書きアカデミー、幼稚園から4年生、公立チャーター小学校、ヘレナ＝ウェストヘレナ中心街にある
- KIPPデルタ・カレッジ予備学校、5年生から8年生、公立チャーター中学校、ヘレナ＝ウェストヘレナ中心街にある、全国的KIPP（知識は力プログラム）チャータースクール・ネットワークの会員、2008年全米ブルーリボン学校に認定[8]
- KIPPデルタ・カレッジエイト高校、9年生から12年生、公立チャーター高校、ヘレナ＝ウェストヘレナ中心街にある、全国的KIPPチャータースクール・ネットワークの会員

## 施設

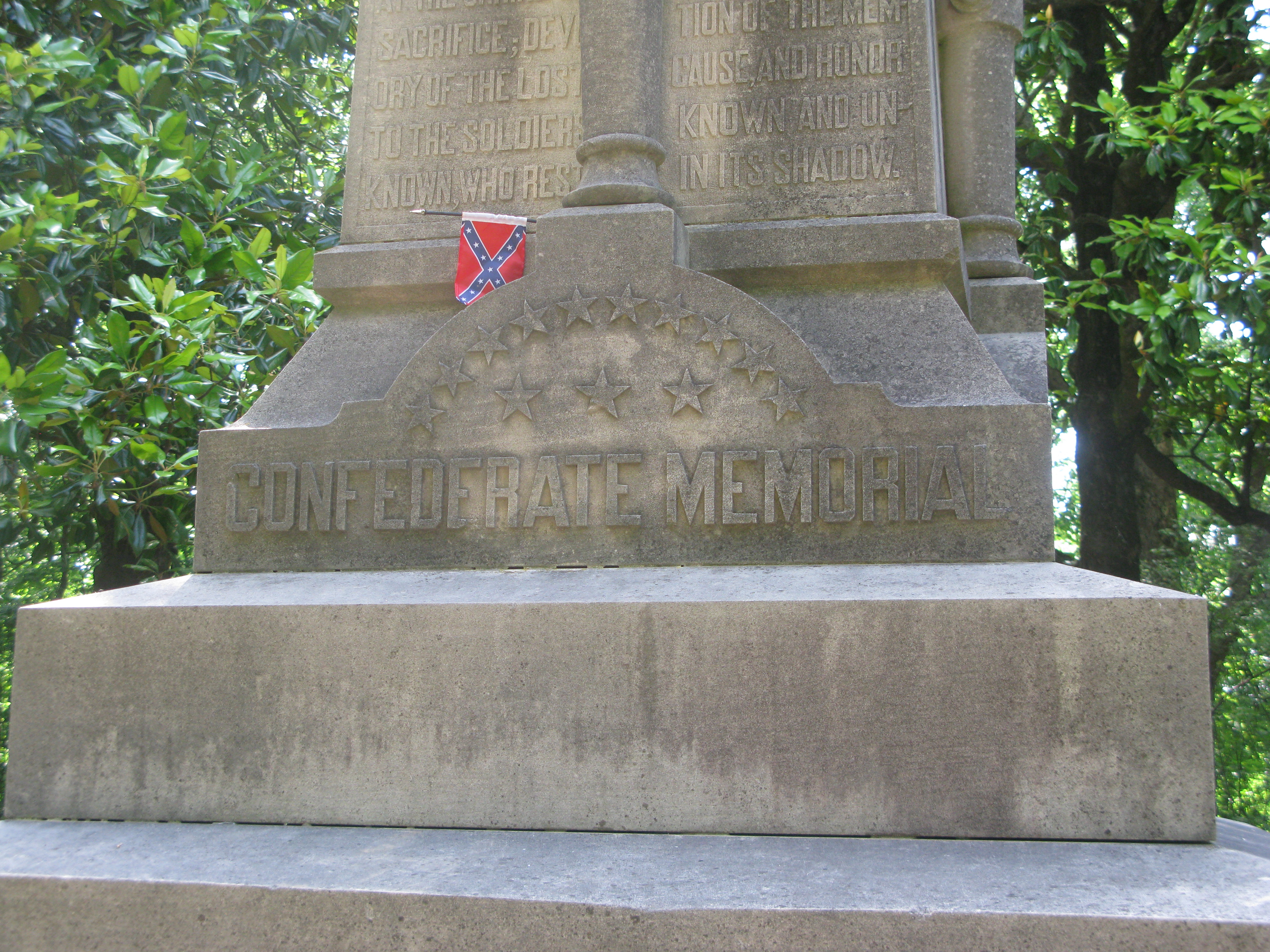
南軍墓地の記念碑

デルタ文化会館、ピロー＝トンプソン邸（アーカンソー大学のフィリップス・コミュニティ・カレッジが所有運営）があり、キング・ビスケット・ブルース・フェスティバル（2010年に25周年公演でB・B・キングが改名した）が毎年10月に開催され、南軍将軍の墓地には7人の南軍将軍が眠っている。

## 著名な出身者
- パトリック・クリバーン - 南軍の将軍
- リヴォン・ヘルム - ミュージシャン、ザ・バンドのメンバー
- アレックス・ジョンソン、メジャーリーグベースボール選手[10]
- ロバート・ロックウッド・ジュニア、ブルース・ミュージシャン、ロバート・ジョンソンの継子
- サニー・ボーイ・ウィリアムソンII、ブルース・ミュージシャン
- リチャード・ライト、著作家、代表作は『アメリカの息子』Native Son（1940）、『ブラックボーイ』Black Boy（1945）

ヘレナでは、アーカンソー州選出アメリカ合衆国上院議員ブランシェ・リンカーンや、俳優、監督、映画製作者のチャック・ウィリアムズが生まれた。